# Mužinac
Mužinac (en serbe cyrillique : Мужинац) est un village de Serbie situé dans la municipalité de Sokobanja, district de Zaječar. Au recensement de 2011, il comptait 344 habitants.

## Démographie

### Évolution historique de la population
| 1948 | 1953 | 1961 | 1971 | 1981 | 1991 | 2002 | 2011 |
| ---- | ---- | ---- | ---- | ---- | ---- | ---- | ---- |
| 922  | 922  | 895  | 835  | 762  | 643  | 459  | 344  |

|  |